# アシュケナズ

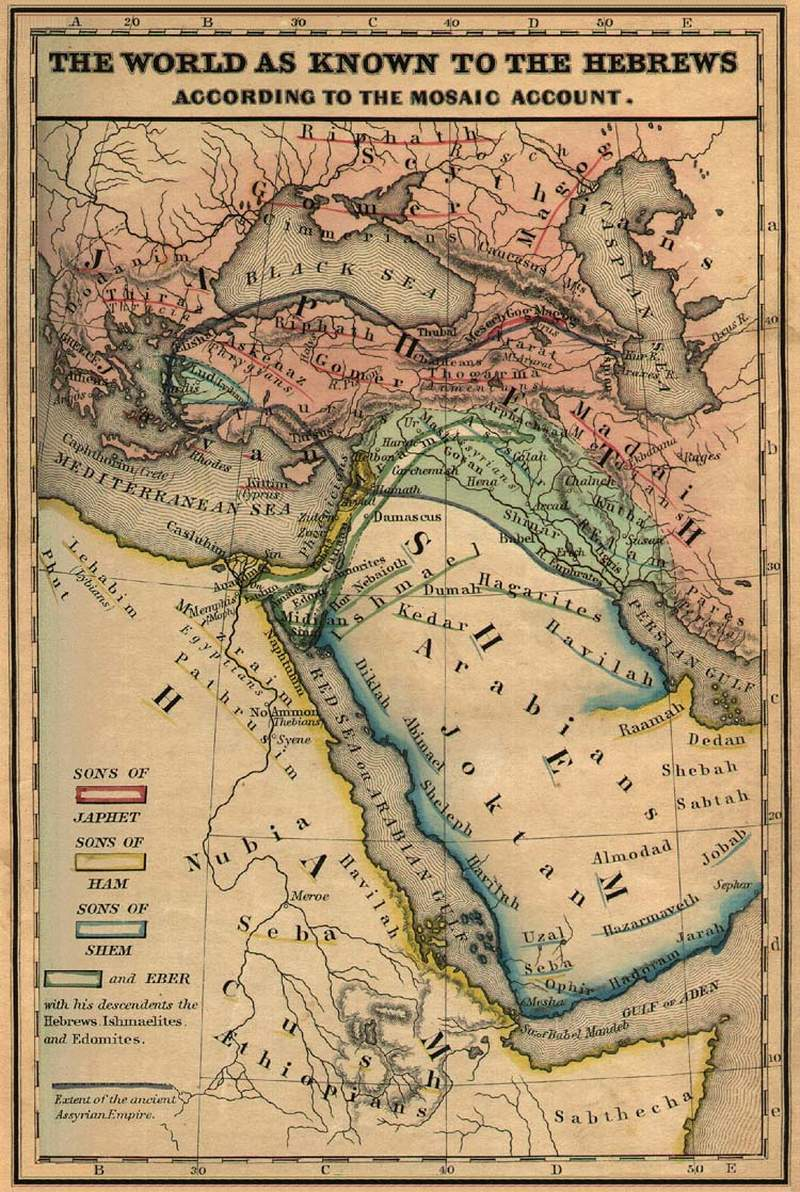
アシュケナズは、1854年の「ヘブライ人に知られている世界」の地図のフリュギアに示されている

アシュケナズ（Ashkenaz、ヘブライ語: אַשְׁכְּנָז）は、ヘブライ語聖書において、ノアの子孫の1人。アシュケナズはゴメルの長男である。ラビ文献では、アシュケナズの王国は最初にスキタイ地方に関連付けられ、その後スラヴ人の領土に関連付けられ、11世紀以降はドイツと北ヨーロッパに関連付けられた。 
彼の名前は、上ユーフラテス地域のアルメニア高原からキンメリア人を追放した人々が使った言語である、アッカド語のアシュクザ（Aškūza）に関連している。 